# 95-я пехотная дивизия (вермахт)
95-я пехотная дивизия — тактическое соединение сухопутных войск вооружённых сил нацистской Германии периода Второй мировой войны.

## История формирование дивизии
95-я пехотная дивизия сформирована 19 сентября 1939 года в Хаммельбурге, в 9-м военном округе, в рамках 5-й волны мобилизации. В период с июля по 10 сентября 1944 года из-за серьезных потерь в боях на Восточном фронте переформировывалась на корпусную группу «H».

## Боевой путь дивизии
- Германия (Западный Вал) (сентябрь 1939 — май 1940);
- Франция (май — декабрь 1940);
- Германия (декабрь 1940 — январь 1941);
- Генерал-губернаторство (январь — июль 1941);
- СССР (южное направление) (июль 1941 — декабрь 1942);
- СССР (центральное направление) (декабрь 1942 — июнь 1944);
- Литва, Германия (Восточная Пруссия) (август 1944 — май 1945).

7 декабря оперативная группа генерала Ф. Я. Костенко (5-й кавкорпус, 1-я гв. стрелковая дивизия, 129-я танковая бригада и 34-я мотострелковая бригада), которая была сосредоточена в тылу Юго-Западного фронта нанесла удар по 95-й и 45-й пехотным дивизиям 2-й армии генерала Р. Шмидта.— 

Вечером 8 декабря штаб группы фон Бока констатировал очередное вклинение советских частей на участке 95-й пехотной дивизии в районе Юркий и 6-й танковой дивизии в районе Федоровка.— 

Штаб 2-й армии оценивал 9 декабря ситуацию на его участке как чрезвычайно тревожную: «…сильное давление противник оказывает с юго-восточного направления на Ливны. Проведенный здесь сегодня глубокий прорыв в районе Юркий должен быть ликвидирован атакой правого полка 95 пд… вечером необходимо начать отход из района по обе стороны Ельца…»{329}— 

Например, германская 95-я пехотная дивизия потеряла к этому времени более трети личного состава— 
На 1 апреля 1942 года дивизия оборонялась на Малоархангельском направлении, имея в своем составе 2400 человек, 60 ручных и 18 станковых пулеметов и 18 орудий разных калибров.
Зимой 1944 года дивизия продолжала сражаться при Таураге и на Мемеле, пока в феврале 1945 года не капитулировала при Пиллау и Хела.

## Организация
| состав дивизии в сентябре 1939 года - 278-й пехотный полк - 279-й пехотный полк - 280-й пехотный полк - 195-й артиллерийский полк - противотанковый артиллерийский дивизион - разведывательный батальон - сапёрный батальон - батальон связи | состав дивизии в июне 1944 года - 278-й пехотный полк - 279-й пехотный полк (командир полка — полковник Рунге (Награжден «Рыцарским крестом» за бои под Киевом)) - 280-й пехотный полк - 195-й артиллерийский полк - стрелковый батальон - противотанковый артиллерийский дивизион - разведывательный батальон - сапёрный батальон - батальон связи |

## Командиры
- генерал-майор, с 1 марта 1940 генерал-лейтенант Ганс-Генрих Зикс фон Армин (нем. Hans-Heinrich Sixt von Armin) (25 сентября 1939 — 10 мая 1942), (Получил «Рыцарский крест» за бои под Киевом, строгий, требовательный, среди солдат необщительный)[2];
- генерал-лейтенант Фридрих Циквольфф (нем. Friedrich Zickwolff) (10 мая — 6 сентября 1942);

## Военные преступления
Подразделения 95-й пехотной дивизии принимали участие в карательной операции «Весенний праздник» (нем. Frühlingsfest), проводившейся с 11 апреля по 4 мая 1944 года против партизан и мирных жителей Ушачско-Лепельской зоны на территории Белоруссии.
Дивизия совершила военные преступления в Белоруссии в ходе операции «Весенний праздник». При этом деревни были обысканы и сожжены. Мирное население либо принудительно вербовалось на трудовую службу, либо расстреливалось по подозрению в партизанстве..